# Труновский район
Труно́вский район — территориальная единица в Ставропольском крае России. В границах района образован Труновский муниципальный округ.
Административный центр — село Донское.

## География
Расположен в северо-западной части Ставропольского края. Граничит с Петровским, Шпаковским, Красногвардейским, Грачёвским, Изобильненским и Ипатовским районами. Территория района — 168,5 тысяч га. Ближайшая железнодорожная станция находится в г. Изобильном — 25 км от с. Донского.
Климат в районе континентальный, рельеф местности пересечённый. По территории протекают реки Большой Егорлык, Ташла, Большая Кугульта, Малая Кугульта, пересыхающая летом р. Тугулук; по этим землям бежит рукотворная река, гордость Ставрополья — Правоегорлыкский канал. Почвы чернозёмные, песчано-глинистые, местами солонцевато-глинистые. Растительность типично степная, много лесных полос, есть небольшие рощи.

## История
В 1924 году Ставропольская губерния была преобразована в округ, куда вошла территория будущего Труновского района.
В 1935 году территория Труновского района была выделена из состава Ставропольского округа и на основании Постановления ВЦИК от 23 января 1935 года был образован Труновский район. Название он получил в честь героя гражданской войны на Ставрополье — Константина Архиповича Трунова (1886—1920). Его именем названо и родное село героя. Одновременно село Терновское (ранее Новогеоргиевское), в котором родился Трунов, было переименовано в село Труновское и определено районным центром.
19-21 января 1943 года Труновский район освобождён от немецко-фашистских захватчиков.
20 июня 1957 года Дмитриевский район был упразднён. Подлесненский сельсовет был передан в Труновский район.
В 1963 года Указом Президиума Верховного Совета РСФСР район был упразднён, а его территория включена в состав Изобильненского и Шпаковского районов. В декабре 1970 года район восстановлен в современных границах.
16 марта 2020 года все муниципальные образования Труновского района были объединены в Труновский муниципальный округ.

## Муниципально-территориальное устройство до 2020 года
С 2004 до марта 2020 года в Труновский муниципальный район входили 6 сельских поселений:
| № | Сельское поселение       | Административный центр       | Количество населённых пунктов | Население | Площадь, км2 |
| - | ------------------------ | ---------------------------- | ----------------------------- | --------- | ------------ |
| 1 | село Новая Кугульта      | село Новая Кугульта          | 1                             | ↘650      | 53,02        |
| 2 | село Подлесное           | село Подлесное               | 1                             | ↘1572     | 128,65       |
| 3 | Безопасненский сельсовет | село Безопасное              | 3                             | ↘6165     | 464,52       |
| 4 | Донской сельсовет        | село Донское                 | 2                             | ↘13 747   | 344,05       |
| 5 | Кировский сельсовет      | посёлок Посёлок имени Кирова | 5                             | ↘2517     | 241,45       |
| 6 | Труновский сельсовет     | село Труновское              | 3                             | ↘5798     | 406,89       |

## Население
| 1939    | 1959    | 1979    | 1989    | 1990    | 1991    | 1992    | 1993    | 1994    | 1995    |
| ------- | ------- | ------- | ------- | ------- | ------- | ------- | ------- | ------- | ------- |
| 25 715  | ↗28 212 | ↗28 694 | ↗32 066 | ↗32 358 | ↗32 889 | ↗33 597 | ↗34 461 | ↗35 288 | ↗35 809 |
| 1996    | 1997    | 1998    | 1999    | 2000    | 2001    | 2002    | 2003    | 2004    | 2005    |
| ↗35 950 | ↗36 012 | ↗36 030 | ↗36 560 | ↘36 264 | ↘36 029 | ↘35 403 | ↘35 381 | ↘35 194 | ↘34 947 |
| 2006    | 2007    | 2008    | 2009    | 2010    | 2011    | 2012    | 2013    | 2014    | 2015    |
| ↘34 788 | ↘34 629 | ↘34 408 | ↗34 428 | ↗34 558 | ↘34 489 | ↘34 384 | ↘34 128 | ↘33 711 | ↘33 403 |
| 2016    | 2017    | 2018    | 2019    | 2020    | 2021    | 2023    | 2024    | 2025    |         |
| ↘32 863 | ↘32 356 | ↘31 818 | ↘31 071 | ↘30 449 | ↗32 678 | ↘32 451 | ↘32 211 | ↘31 809 |         |

Гендерный состав
По итогам переписи населения 2010 года проживали 16 247 мужчин (47,01 %) и 18 311 женщина (52,99 %).

### Национальный состав
По итогам переписи населения 2010 года проживали следующие национальности (национальности менее 1 %, см. в сноске к строке «Другие»):
| Национальность | Численность | Процент |
| -------------- | ----------- | ------- |
| Русские        | 28 649      | 82,90   |
| Армяне         | 1772        | 5,13    |
| Езиды          | 721         | 2,09    |
| Цыгане         | 520         | 1,50    |
| Чеченцы        | 421         | 1,22    |
| Лезгины        | 414         | 1,20    |
| Другие         | 2061        | 5,96    |
| Итого          | 34 558      | 100,00  |

По итогам переписи населения 2020 года проживали следующие национальности (национальности менее 1 % и другое, см. в сноске к строке «Другие»):
| Национальность | Численность, чел. | Доля     |
| -------------- | ----------------- | -------- |
| Русские        | 26 519            | 81,15 %  |
| Армяне         | 1809              | 5,54 %   |
| Цыгане         | 907               | 2,78 %   |
| Чеченцы        | 718               | 2,20 %   |
| Езиды          | 615               | 1,88 %   |
| Даргинцы       | 378               | 1,16 %   |
| Лезгины        | 374               | 1,14 %   |
| Другие         | 1358              | 4,16 %   |
| Итого          | 32 678            | 100,00 % |

## Населённые пункты
Распределение населения района
 Донское (45,08 %) Безопасное (20,83 %) Труновское (19,58 %) Имени Кирова (4,52 %) Подлесное (4,09 %) остальные (5,9 %)
В Труновском районе 15 населённых пунктов.
| №  | Населённый пункт     | Тип     | Население | Муниципальное образование |
| -- | -------------------- | ------- | --------- | ------------------------- |
| 1  | Безопасное           | село    | ↗6627     | Безопасненский сельсовет  |
| 2  | Донское              | село    | ↗14 338   | Донской сельсовет         |
| 3  | Егорлык              | хутор   | →0        | Безопасненский сельсовет  |
| 4  | Ключевское           | село    | ↘358      | Труновский сельсовет      |
| 5  | Кофанов              | хутор   | ↘17       | Труновский сельсовет      |
| 6  | Невдахин             | хутор   | ↗631      | Донской сельсовет         |
| 7  | Нижняя Терновка      | посёлок | ↘162      | Кировский сельсовет       |
| 8  | Новая Кугульта       | село    | ↘650      | село Новая Кугульта       |
| 9  | Новотерновский       | посёлок | ↘291      | Кировский сельсовет       |
| 10 | Подлесное            | село    | ↘1301     | село Подлесное            |
| 11 | Посёлок имени Кирова | посёлок | ↘1438     | Кировский сельсовет       |
| 12 | Правоегорлыкский     | посёлок | ↘198      | Кировский сельсовет       |
| 13 | Сухой Лог            | посёлок | ↘107      | Кировский сельсовет       |
| 14 | Труновское           | село    | ↗6227     | Труновский сельсовет      |
| 15 | Эммануэлевский       | хутор   | ↘258      | Безопасненский сельсовет  |

## Местное самоуправление
Председатель совета муниципального района
- до 2011 года — Чернов Михаил Борисович, глава района
- с 2011 года — Таранов Сергей Викторович, глава района[43]
- Арестов Леонид Петрович
- с 2022 года — Гонов Хусин Рамазанович[44]

Главы администрации
- с 2012 года — Логачёв Юрий Михайлович[43]
- Высоцкий Евгений Владимирович, и. о. главы района

Главы муниципального округа
- Высоцкий Евгений Владимирович[44]
- с июля 2022 — врио Чернышов Андрей Викторович[45]
- с октября 2022 — Нина Ивановна Аникеева[46]

## СМИ
- Газета «Нива»

## Экономика
Основой экономикой района является сельское хозяйство. На территории района находятся 11 сельскохозяйственных предприятий, три из них входят в число трёхсот лучших хозяйств Российской Федерации (совхоз имени Кирова, колхозы имени Ворошилова и «Терновский»).

## Почётные граждане Труновского района
- Амаев Амай Магомедалиевич[47]
- Арестов Леонид Петрович[47]
- Баранов Николай Константинович (1932—2004) (посмертно) — директор совхоза имени С. М. Кирова[48]
- Богачёв Иван Андреевич — Заслуженный работник сельского хозяйства Российской Федерации (1999), Герой труда Ставрополья (2007), председатель сельскохозяйственного производственного кооператива «Колхоз „Терновский“» (село Труновское)[49][50]
- Булгакова Ксения Арсентьевна (1915—2011) — Заслуженный врач Российской Федерации, ветеран Великой Отечественной войны, ветеран труда[51]
- Бухарин Павел Егорович[47]
- Витохин Николай Иванович — руководитель дополнительного офиса Изобильненского отделения Сбербанка России[52]
- Витохина Марина Викторовна[47]
- Выродов Станислав Пантелеевич (13.11.1946) — бывший глава Труновского района[53]
- Гоноченко Алексей Алексеевич — Герой труда Ставрополья, депутат Думы Ставропольского края V созыва; член комитета по безопасности, межпарламентским связям, ветеранским организациям и казачеству; председатель Краевого Совета Ставропольской краевой общественной организации ветеранов (пенсионеров) войны, труда, вооруженных сил и правоохранительных органов[54]
- Гударенко Раиса Фёдоровна[47]
- Ерин Николай Петрович[47]
- Жевтяк Галина Гавриловна — Отличник народного просвещения (1982), Заслуженный учитель Российской Федерации (1992)[55][56]
- Жолобов Виктор Иванович (3.10.1950), генеральный директор СПК «Мелиоратор»[57]
- Иваньков Василий Иванович[47]
- Ковальчук Георгий Владимирович[47]
- Коломыцев Дмитрий Дмитриевич[47]
- Пенчуков Егор Васильевич (1928—1982) (посмертно) — Герой Социалистического Труда (1966), старший чабан колхоза имени Ленина[58][59]
- Салов Иван Петрович (1924—2015) — председатель Труновского районного совета ветеранов войны, труда, вооруженных сил и правоохранительных органов[60][61]
- Свиридов Виктор Иванович (1949—2009) — Герой Российской Федерации (2008), председатель сельскохозяйственного производственного кооператива «Колхоз имени Ворошилова» (село Безопасное)
- Таранов Сергей Викторович[47]
- Чернов Михаил Борисович[47]
- Шевченко Александра Фёдоровна[47]
- Яновская Галина Ивановна[47]